# Phaonia candicans
Phaonia candicans este o specie de muște din genul Phaonia, familia Muscidae. A fost descrisă pentru prima dată de Pandelle în anul 1898. Conform Catalogue of Life specia Phaonia candicans nu are subspecii cunoscute.